# Oron (huyện)
Huyện Oron là một huyện cũ thuộc bang Vaud, Thụy Sĩ, tồn tại từ năm 1798–2007. Huyện này có dân số 10.924 người (năm 2006), diện tích 76,03 km2.

## Đô thị
- Bussigny-sur-Oron
- Carrouge
- Châtillens
- Chesalles-sur-Oron
- Corcelles-le-Jorat
- Ecoteaux
- Essertes
- Ferlens
- La Rogivue
- Les Cullayes
- Les Tavernes
- Les Thioleyres
- Maracon
- Mézières
- Montpreveyres
- Oron-la-Ville
- Oron-le-Châtel
- Palézieux
- Peney-le-Jorat
- Ropraz
- Servion
- Vuibroye
- Vulliens